# Chiesa di Santa Maria Assunta (Loro Ciuffenna, Poggio di Loro)
La chiesa di Santa Maria Assunta è un edificio sacro che si trova in località Poggio di Loro, nel comune di Loro Ciuffenna, in provincia di Arezzo.

## Storia e descrizione
L'edificio, di origine romanica ma in parte rimaneggiato, mostra la tipica architettura a capanna in arenaria delle costruzioni montane, con unica navata absidata e copertura a capriate. Sulla facciata, in cui si apre uno stretto portale architravato con soprastante bifora moderna, l'antico paramento murario si presenta pressoché intatto.
Nella chiesa è conservato un polittico con la Madonna e il Bambino in trono fra i quattro Evangelisti. L'opera, databile al quarto decennio del Quattrocento, è stata variamente attribuita dalla critica prima ad Andrea di Giusto, poi a Mariotto di Cristofano, ma in realtà fu commissionato a Stefano d'Antonio Vanni, collaboratore di Bicci di Lorenzo.